# Ralingen
Ralingen is een plaats in de Duitse deelstaat Rijnland-Palts, en maakt deel uit van de Landkreis Trier-Saarburg.
Ralingen telt 2.129 inwoners en ligt aan de oostoever van de rivier de Sûre.

## Bestuur
De plaats is een Ortsgemeinde en maakt deel uit van de Verbandsgemeinde Trier-Land.

## Plaatsen in de gemeente Ralingen
- Edingen
- Godendorf
- Kersch
- Olk
- Ralingen
- Wintersdorf